# Mangiennes
Mangiennes ist eine französische Gemeinde mit 401 Einwohnern (Stand: 1. Januar 2022) im Département Meuse in der Region Grand Est (bis 2015 Lothringen). Sie gehört zum Arrondissement Verdun und zum Kanton Bouligny. Die Einwohner werden Mangiennois genannt.

## Geografie
Mangiennes liegt etwa 52 Kilometer nordwestlich von Metz und etwa 35 Kilometer nordöstlich von Verdun. Umgeben wird Mangiennes von den Nachbargemeinden Saint-Laurent-sur-Othain im Norden, Pillon im Nordosten, Billy-sous-Mangiennes im Osten und Süden, Azannes-et-Soumazannes im Südwesten, Romagne-sous-les-Côtes im Südwesten und Westen sowie Villers-lès-Mangiennes im Westen und Nordwesten.

## Bevölkerungsentwicklung
| Jahr                       | 1962 | 1968 | 1975 | 1982 | 1990 | 1999 | 2006 | 2019 |
| Einwohner                  | 476  | 458  | 364  | 359  | 348  | 351  | 384  | 400  |
| Quellen: Cassini und INSEE |      |      |      |      |      |      |      |      |

## Sehenswürdigkeiten
- Kirche Saint-Rémi, 1854 erbaut, während des Bombardements 1918 weitgehend zerstört
- Kapelle Saint-Hubert, 1719 erbaut
- Deutscher Soldatenfriedhof

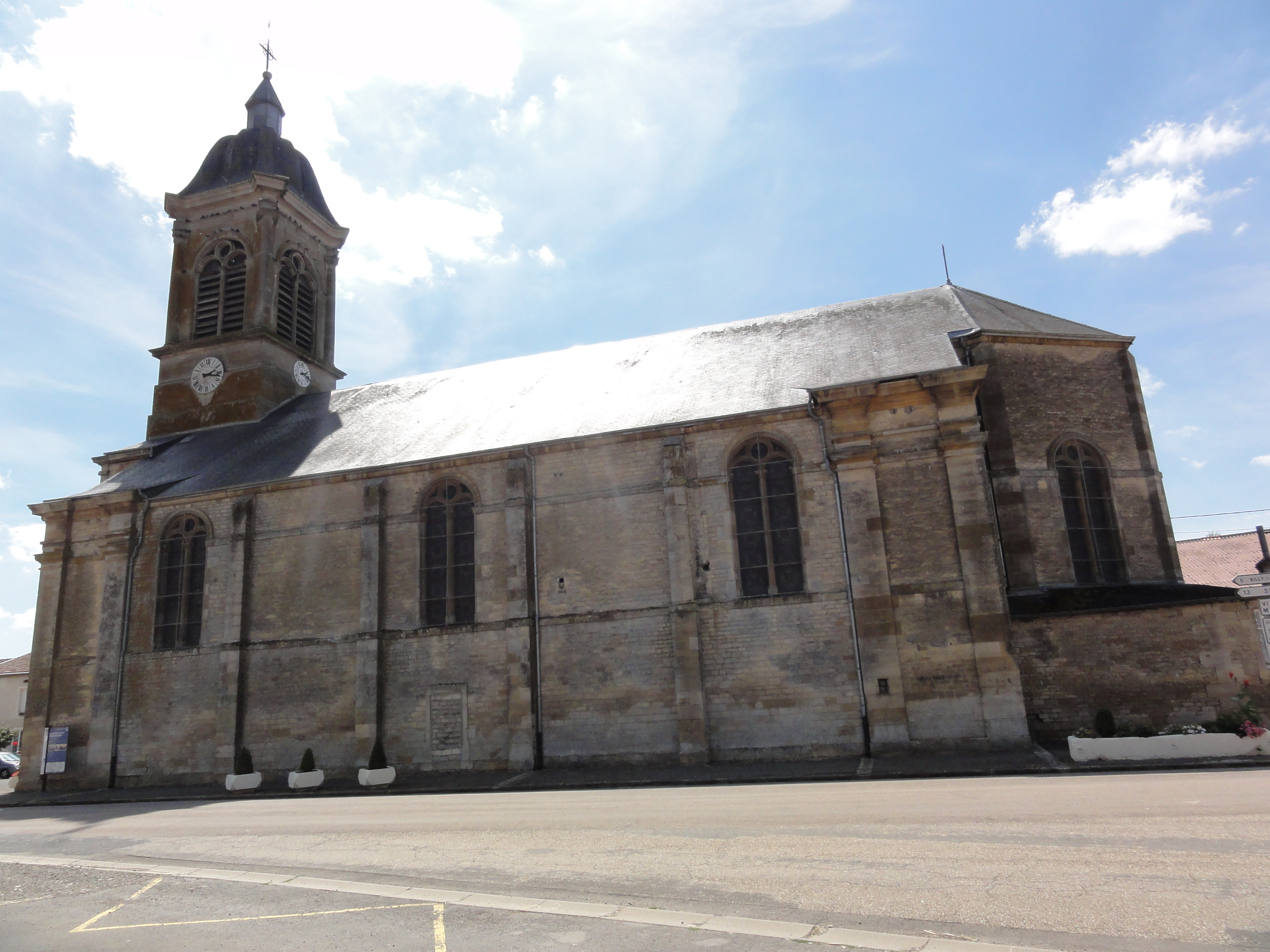
Kirche Saint-Rémi
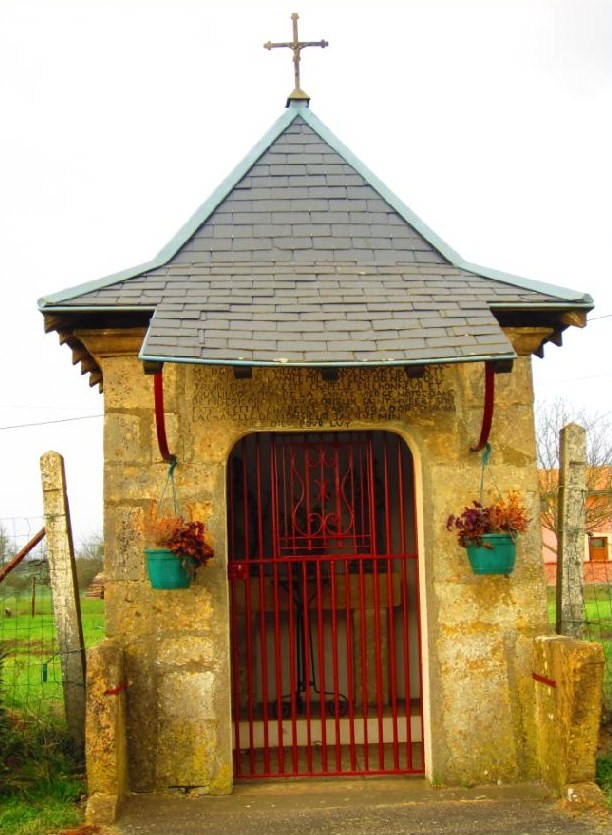
Kapelle Saint-Hubert
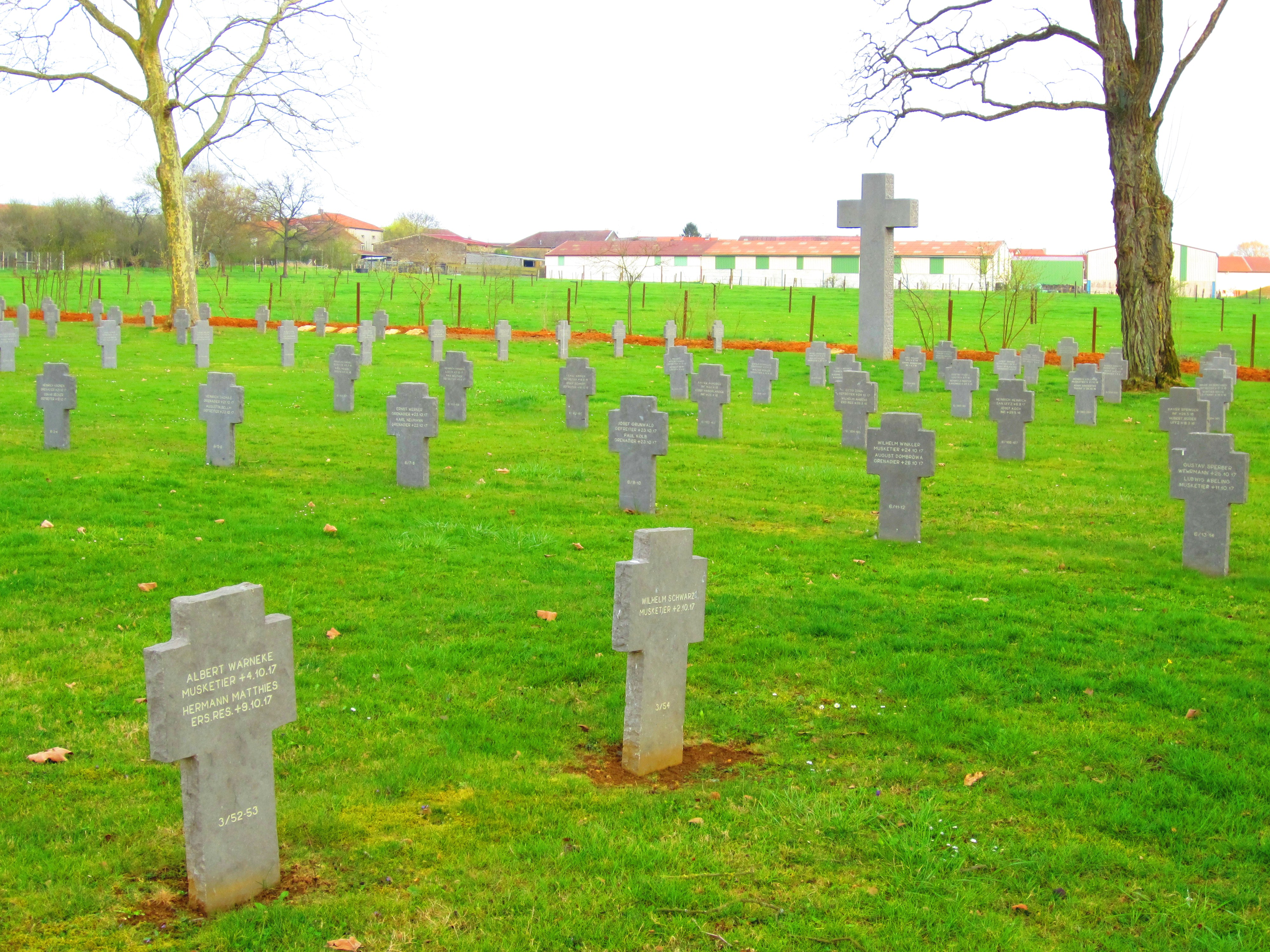
Deutscher Soldatenfriedhof